# بستانچی، خاچماز
بستانچی (به ترکی آذربایجانی: Bostançı) یک منطقه مسکونی در جمهوری آذربایجان است که در شهرستان خاچماز واقع شده‌است. بستانچی ۱۶۸۸ نفر جمعیت دارد. دهیاری بستانچی شامل روستاهای بستانچی، حاجی عبدالرحیم اوبا و سیبیر اوبا است.